# Música Aquática

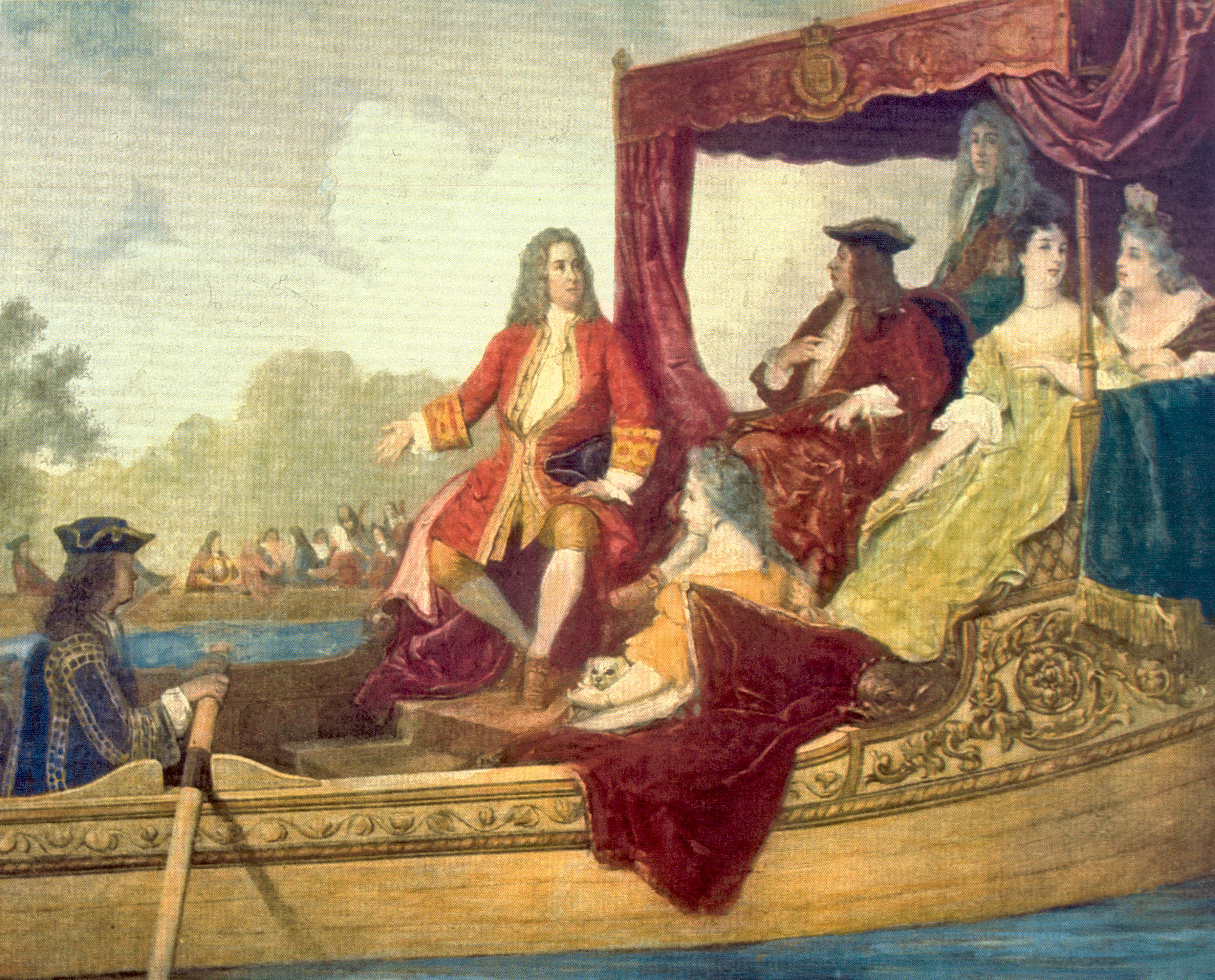
George Frideric Handel (esquerda) e o rei Jorge I no rio Tâmisa, 17 de julho de 1717. Pintura de Edouard Jean Conrad Hamman (1819–88).

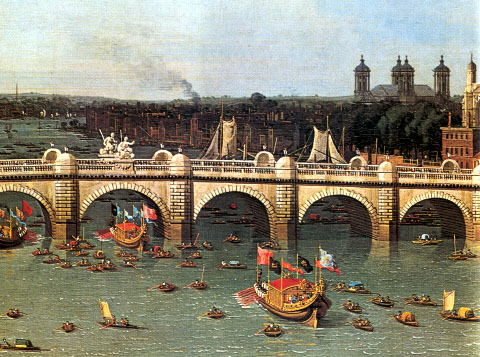
"Ponte de Westminster no Dia do Senhor Prefeito", de Canaletto, 1746 (detalhe).

Música Aquática (em inglês: Water Music) é uma coleção de movimentos orquestrais, frequentemente divididos em três suítes, compostas por George Frideric Handel. Sua estreia se deu em 17 de julho de 1717, após o rei Jorge I encomendar um concerto para ser executado sobre o rio Tâmisa. O concerto foi executado originalmente por cerca de 50 músicos, situados sobreu uma barca nas proximidades da barca real, a partir da qual o monarca escutava a peça com seus amigos mais próximos, incluindo Anne Vaughan, Duquesa de Bolton, a Duquesa de Newcastle, a Condessa de Darlington, Condessa de Godolphin, Madame Kilmarnock, e o Earl das Órcades. As barcas, que se dirigiam a Chelsea ou Lambeth, e deixando a festa pouco depois da meia-noite, aproveitavam-se das marés do rio. O rei Jorge teria gostando tanto das suítes que pediu a seus músicos, já esgotados, que tocassem-na por três vezes durante o tempo do percurso.